# Ghislaine Senée
Ghislaine Senée, née le 14 février 1969 à Orléans (Loiret), est une femme politique française, membre du parti Les Écologistes  de 2009 à 2025
Conseillère régionale d'Île-de-France de 2010 à 2023, elle est élue sénatrice des Yvelines lors du scrutin de 2023.

## Situation personnelle
Ghislaine Senée, fille de militaire, est la petite nièce d'André Debray, résistant puis élu sénateur  par l'Assemblée nationale pour le Mouvement républicain populaire (MRP) de 1946 à 1948.
Ghislaine Senée a étudié au lycée Le-Corbusier de Poissy avant d’obtenir un DUT technique de commercialisation à l’IUT de Saint-Denis, puis de travailler au sein d’entreprises privées dans le domaine du marketing direct et de la Gestion de projet.

## Carrière politique
Ghislaine Senée est élue maire d'Évecquemont au terme des élections municipales de 2008. Elle s'oppose vivement à la création du circuit de Formule 1 envisagé à Flins-Les Mureaux, projet envisagé pour accueillir le Grand Prix de France de Formule 1 de 2011, mais abandonné par le département des Yvelines en 2009. C'est ainsi qu'elle échange avec des membres locaux d'EELV, et décide d'adhérer à ce parti,. 
Lors des élections régionales de 2010 en Île-de-France, elle est élue conseillère régionale d'Île-de-France. 
Ghislaine Senée est réélue maire d'Évecquemont en 2014 et se fait remarquer en prenant un arrêté interdisant l’épandage de pesticides à proximité des habitations. Elle ne se représente pas en 2020,
Lors des élections législatives de 2017, elle est la candidate d'EELV dans la 7e circonscription des Yvelines, mais, avec 8,29 % des suffrages exprimés, est éliminée au 1er tour.
En 2021, elle est tête de la liste EÉLV dans les Yvelines pour les élections régionales de 2021 en Île-de-France et est élue conseillère régionale et présidente du Pôle écologiste au Conseil régional d'Île-de-France.
En 2023, elle mène une liste d'union de la gauche sans La France insoumise lors des  élections sénatoriales de 2023 dans les Yvelines avec l'objectif que la gauche yvelinoise puisse être à nouveau représentée au Sénat. Elle est élue sénatrice en obtenant 13 % des suffrages exprimés,. Elle fait partie du groupe écologiste, et siège à la commission des finances.
En 2025, elle annonce quitter Les Écologistes après l'absence d'excuses suite au classement sans suite de l’affaire Bayou. Elle déclare « Mon engagement a toujours été motivé par des valeurs et je suis profondément choquée de voir que le collectif n’est pas capable de reconnaître une décision de justice. On n’attaque pas un homme qui a été innocenté. »

## Synthèse des fonctions et mandats

### Au Sénat
- depuis le 2 octobre 2023  : sénatrice des Yvelines

### Au niveau régional
- 2010 - 2023 : conseillère régionale d'Île-de-France (démissionaire)
- 2019-2023  : présidente du groupe écologiste au Conseil Régional d'Île-de-France[4],[2]

### Au niveau local
- 16 mars 2008 – 23 mai 2020 : maire d'Évecquemont

### Autres
- administratrice d'Ile-de-France-Mobilité[4][Quand ?]

## Synthèse des résultats électoraux

### Élections législatives
| Année | Parti | Parti | Circonscription | 1er tour | 1er tour | 1er tour | 2d tour | 2d tour | 2d tour  |
| Année | Parti | Parti | Circonscription | Voix     | %        | Rang     | Voix    | %       | Issue    |
| ----- | ----- | ----- | --------------- | -------- | -------- | -------- | ------- | ------- | -------- |
| 2017  |       | EÉLV  | 7e des Yvelines | 3 241    | 8,29     | 5e       |         |         | Éliminée |

### Élections sénatoriales
Les résultats ci-dessous concernent uniquement les élections où elle est tête de liste.
| Année | Parti | Parti | Département | Voix | %     | Rang | Sièges |
| ----- | ----- | ----- | ----------- | ---- | ----- | ---- | ------ |
| 2023  |       | EÉLV  | Yvelines    | 375  | 13,28 | 3e   | 1 / 6  |